# Храм Семи Святомучеників Херсонеських (Херсонес)
Храм Семи священномучеників Херсонеських — православний храм у Севастополі, на території музею-заповідника «Херсонес Таврійський». Належить Севастопольському благочинню Сімферопольської та Кримської єпархії Російської Православної церкви. Об'єкт культурної спадщини у складі ансамблю Херсонеського монастиря.
Настоятель — протоієрей протоієрей Сергій Халюта.

## Історія
Родоначальником християнства в Тавриді був Андрій Первозванний. З часом чутки про православ'я несли семеро священномучеників: Капітон, Єфрем, Єлпідій, Агафодор, Єферій, Василь, Євген, за що «розплатилися» страждальницькою смертю в IV столітті нашої ери. На згадку про них у 1850-х роках звели храм Семи священномучеників (приблизно через 11 років після було зведено Свято-Володимирський собор). Фактично храм був дебютним будинком архітектурного комплексу Володимирського чоловічого монастиря. Протягом 30 років це місце було сховищем мощів князя Володимира.
1854—1855 роки стали згубними для храму. Під час Кримської війни храм перетворився на склад артилерії (зброї, гармат) французьких військ. На одному приміщенні французи не зупинились. У свою власність вони відібрали дорогоцінності. Однією з найцінніших був дзвін, виплавлений в Таганрозі 1778 року.
До 1857 року будинок змогли відновити.
У 1881 році дерев'яна церква завдяки проекту К. В'яткіна «перетворилася» на новий храм Семи священномучеників. Цього ж року його освятили.
1924 року Володимирський чоловічий монастир і всі прилеглі до нього будівлі радянська влада визнала «недійсною» і перевела у власність археологічного музею. 1926 року остаточно розібрали стару церкву, знявши дзвони, куполи, хрести.
У роки Німецько-радянської війни радянські війська перетворюють будівлю храму на військовий склад. Після війни храм вирішили не відновлювати, а відписати у власність Херсонеського музею.
У 1990-х роках храм передано Українській православній церкві (Московського патріархату) у постійне користування. На сьогоднішній день будівля реконструйована, ведуться служби.

## Фотогалерея

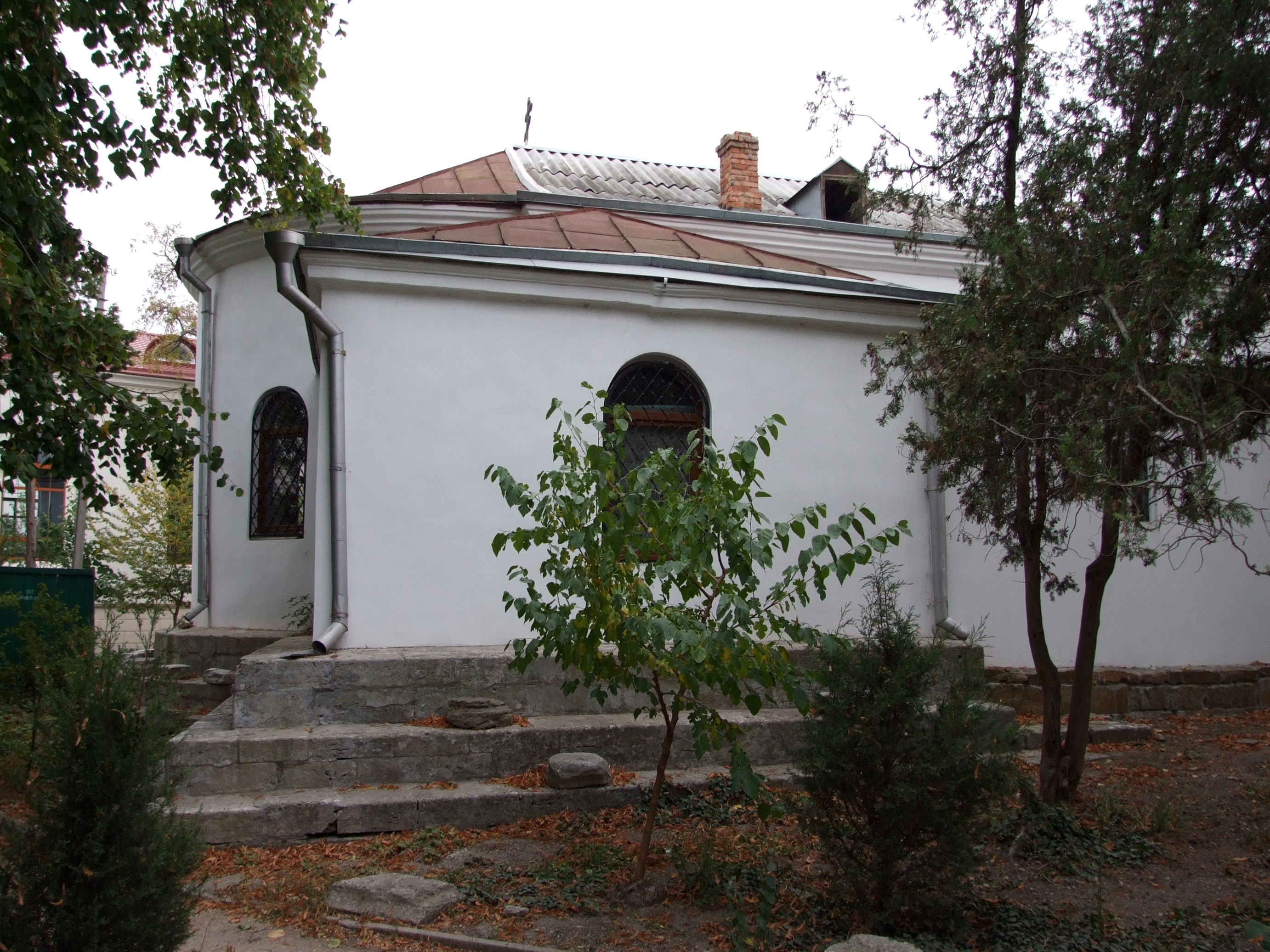
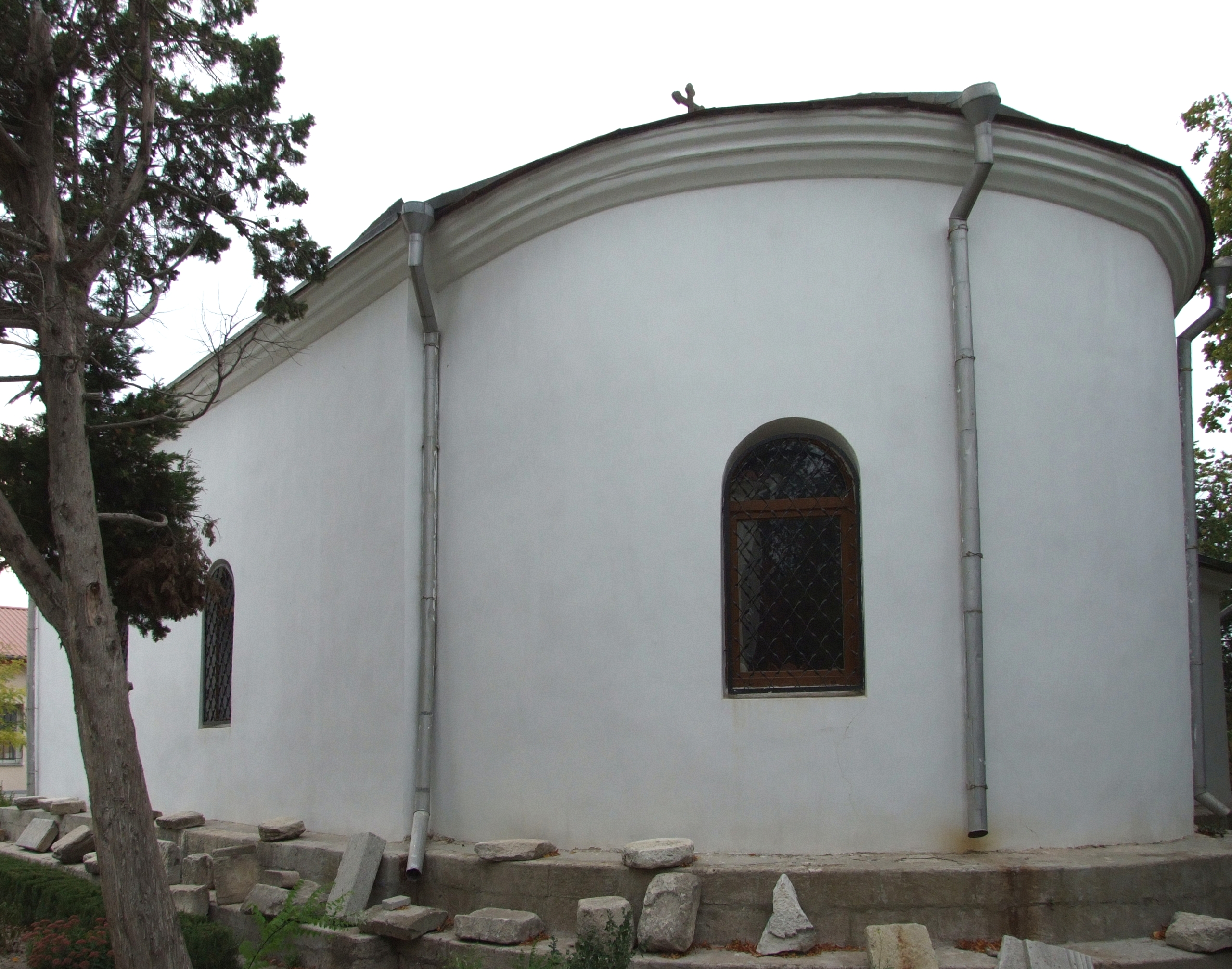
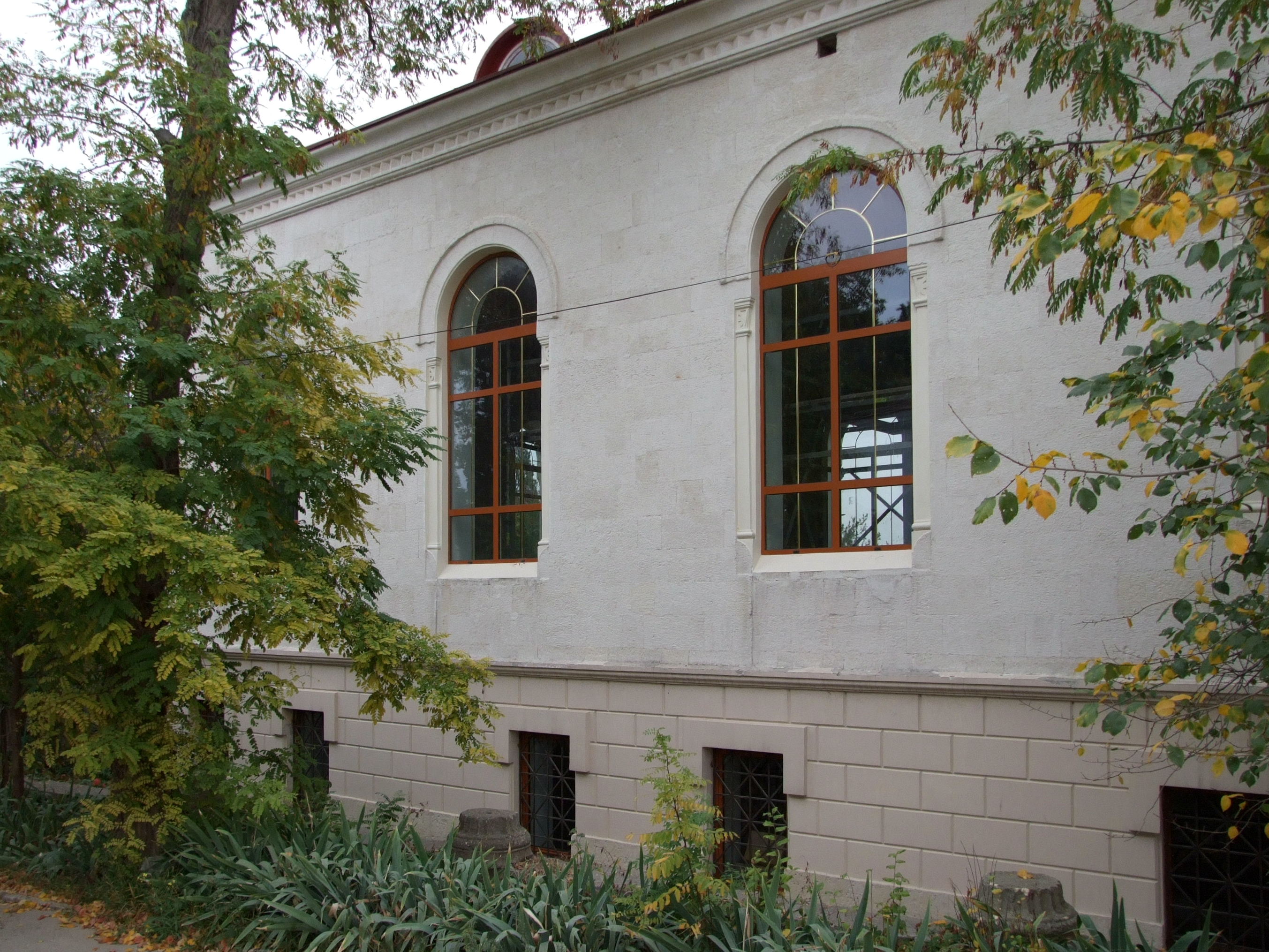
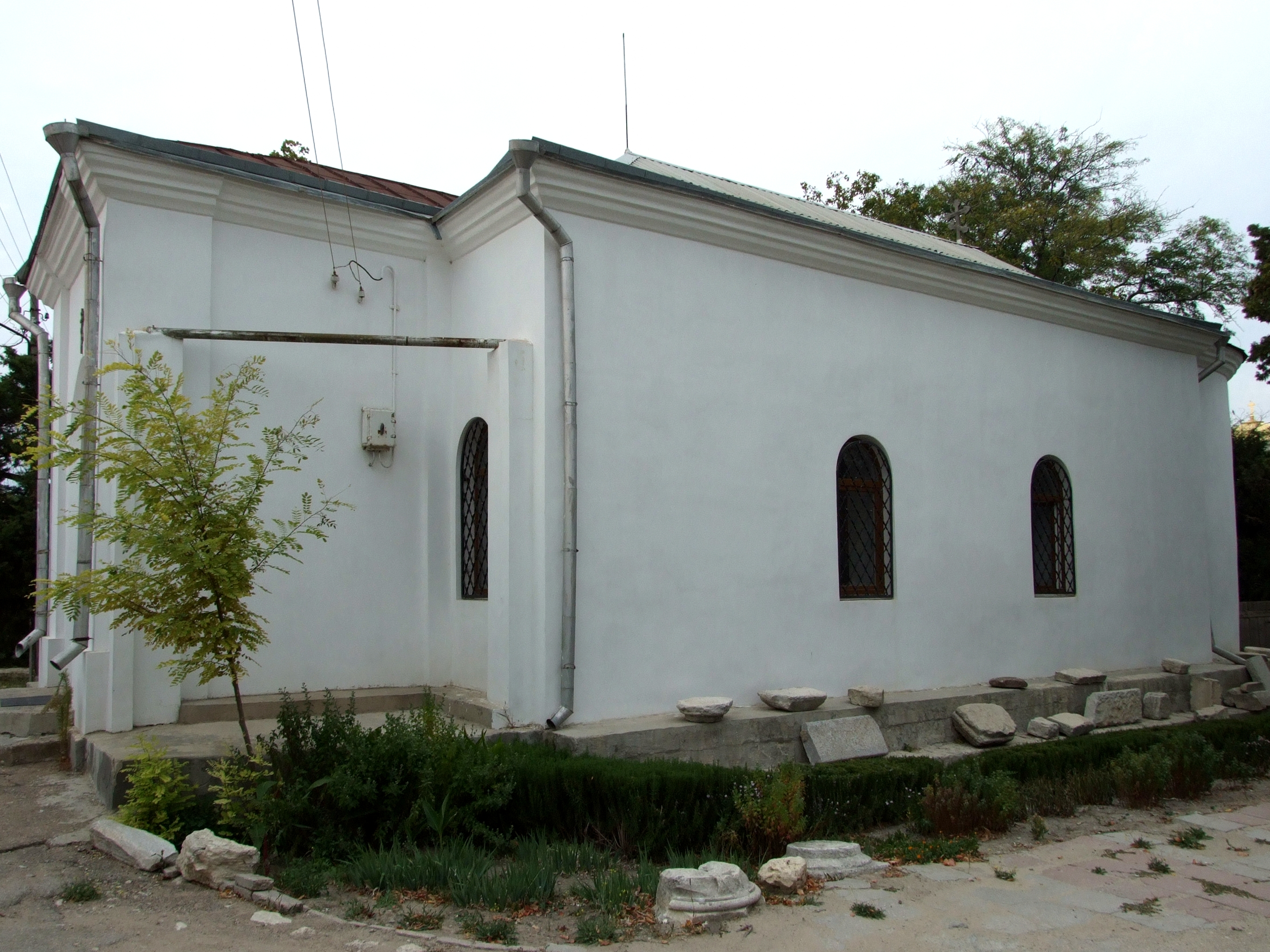
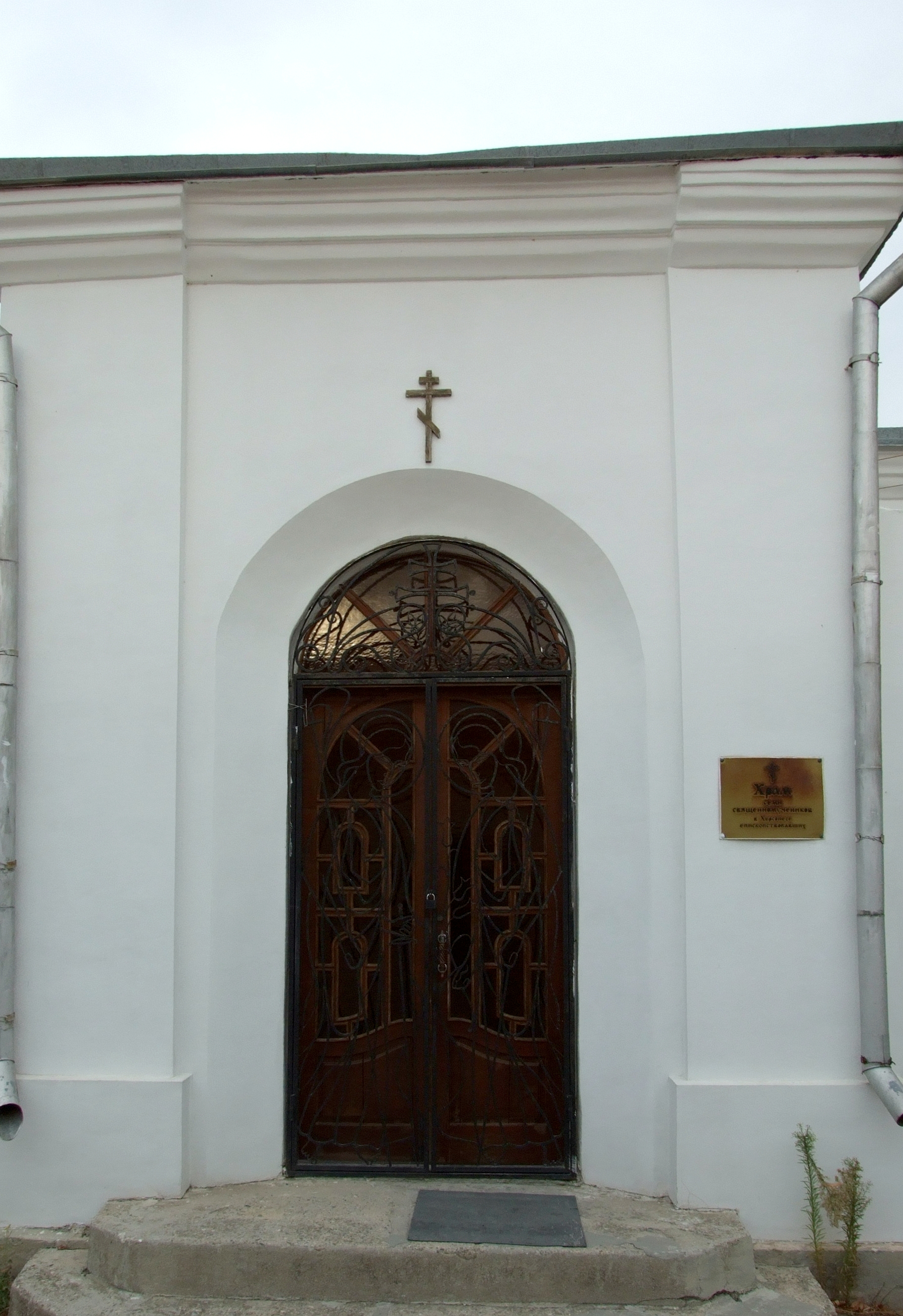
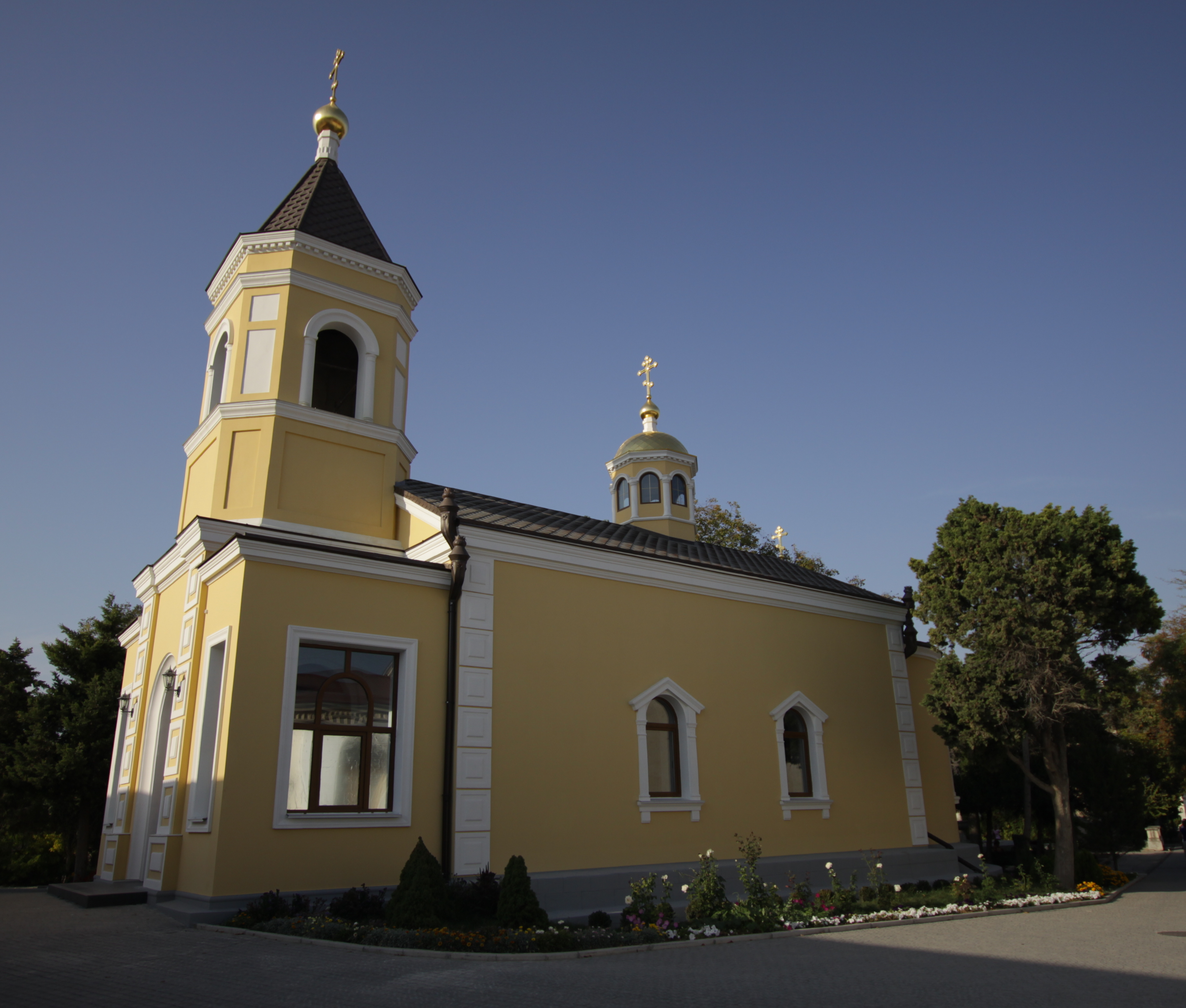